# 龍野市歌
- 竜野市歌

「龍野市歌」（たつのしか）は、日本の兵庫県龍野市が制定していた市歌である。作詞・植木いはを、作曲・大澤壽人。

## 解説
1951年（昭和26年）4月1日に揖保郡龍野町他4村の合併で成立した龍野市の旧市歌である。市の発足に先立って神戸新聞社の後援により歌詞の懸賞募集を実施し、応募総数205篇から氷上郡和田村（現在の丹波市山南町）に居住していた植木いはをの応募作が入選、関西交響楽団の大澤に作曲を依頼して市制施行と同日に制定された。
大澤は市歌制定の2年後に47歳で急逝したが「龍野市歌」制定の半年後に兵庫県がサンフランシスコ講和条約締結を記念して選定した県民自立の歌「北は虹たつ」をはじめ、和田村が選定した「和田音頭」などこの時期に植木が懸賞募集で入選した複数の作品に曲を付けている。
「龍野市歌」の歌詞と楽譜は1981年（昭和56年）版の『龍野市勢要覧』に収められている。旋律は2003年（平成15年）12月末に著作権の保護期間を満了した。

### 廃止
制定主体であった龍野市は平成の大合併においていずれも揖保郡の新宮町および揖保川町、御津町、太子町と合併協議会を組織し、中途で離脱した太子町以外と1市3町での新設合併により2005年（平成17年）10月1日にたつの市が発足した。
合併協議会に参加していた4町では御津町が「御津町町歌」（作詞：八木好美、作曲：須藤五郎）、太子町が「太子町歌」（作詞：安田青風、作曲：名取吾朗）を制定していたが、新宮町は「新宮音頭」と「新宮小唄」、揖保川町は「揖保川音頭」のみの作成に留まっていた。調整の結果、合併後「新市において新たに定める」方針が取り決められ、合併から半年後の2006年（平成18年）3月4日に「たつの市歌」（作詞：三木初代、補作：武鹿悦子、作曲：湯山昭）が制定された。